# حد فرانسبیتی
در فیزیک یک ذره را فرانسبیتی گوییم هرگاه سرعت آن بسیار نزدیک به سرعت نور c باشد.
آلبرت اینشتین رابطهٔ انرژی نسبیتی یک ذره با جرم سکون m و اندازه حرکت p را به صورت زیر نشان داد: 
{\displaystyle E^{2}=m^{2}c^{4}+p^{2}c^{2}.}
انرژی یک ذرهٔ فرانسبیتی تقریباً به‌طور کامل به تکانهٔ آن متکی است (pc ≫ mc2) و به این ترتیب می‌توان آن را توسط E = pc تقریب زد. می‌توان با ثابت نگه داشتن جرم و افزایش مقدار تکانه p تا مقادیر بسیار بالا، یا با ثابت نگه داشتن انرژی E و کاهش جرم m تا مقادیر ناچیز به همین نتیجه رسید. مورد آخر از انحنای ذرات بی جرم همچون فوتون به علت حضور در نزدیکی اجرام سنگین به دست آمده است. (cf. کپلر مشکل در نسبیت عام).
به‌طور کلی حد فرانسبیتی یک رابطه، نتیجهٔ ساده شده ایست زمانیکه pc ≫ mc2 فرض شود. یا به‌طور مشابه در حدی که عامل لورنتس γ = 1/√۱ − v2/c2 بسیار بزرگ شود (γ ≫ 1).

## تقریب‌های فرانسبیتی
در زیر برخی از تقریب‌های فرانسبیتی آورده شده‌است که c = ۱. سرعت با φ نشان داده شده‌است:
- ۱ − v ≈ 1⁄2γ2
- E − p = E(1 − v) ≈ m2⁄2E = m⁄2γ
- φ ≈ ln(2γ)
- حرکت با شتاب صحیح proper acceleration ثابت: d ≈ eaτ/(2a) که در آن d مسافت طی شده، a = dφ/dτ که شتاب صحیح (aτ ≫ ۱) هست، و زمان τ مرتبط با این حرکت است که از حال سکون آغاز شده و بدون تغییر جهت شتاب است. شتاب صحیح: درنسبیت، شتاب صحیح شتاب فیزیکی است (شتاب قابل اندازه‌گیری توسط شتاب سنج) که توسط جسم احساس می‌شود)
- برخورد با هدف ثابت، با حرکت فرانسبیتی مرکز جرم: ECM ≈ √2E1E2 که در آن E1 و E2 به ترتیب انرژی ذره و انرژی هدف است که (E1 ≫ E2) و ECM انرژی مرکز جرم چارچوب است.

## دقت تقریب
برای محاسبات انرژی یک ذره، خطای نسبی relative error حد فرانسبیتی برای سرعت v = 0.95c در حدود ۱۰درصد و برای v = 0.99c فقط ۲درصد است. برای ذراتی چون نوترینو‌ها که γ (عامل لورنتس) معمولاً بالای 106 هست (عملاً V غیرقابل تشخیص است از c) دیگر تقریبی وجود ندارد و دقیق است.

## حدهای دیگر
در شرایط مقابل (ذرات کلاسیکی) که سرعت ذره بسیار کوچکتر از c است، انرژی را می‌توان توسط رابطهٔ E = mc2 + p2⁄2m تقریب زد.

## یادداشت
1. ↑  «دانشنامه بریتانیکا».
2. ↑  Dieckmann 2005.